# Jing Haipeng
Jing Haipeng född 24 oktober 1966 från Shanxi-provinsen, är en kinesisk pilot och astronaut inom Shenzhouprogrammet. Han blev utvald till CNSA astronaut 1998. Han är den första kinesiska astronaut som genomfört mer än ett uppdrag. Jiang har genomfört Shenzhou 7, Shenzhou 9, och Shenzhou 11.